# آنکوهوما
آنکوهوما (به اسپانیایی: Ancohuma) یک کوه در بولیوی است که در شهرستان لاپاز (بولیوی) واقع شده‌است. آنکوهوما ۶٬۴۲۷ متر بالاتر از سطح دریا واقع شده‌است.